# Asian Man Records
Asian Man Records est un label discographique américain de punk rock et ska, basé à Monte Sereno, en Californie.

## Histoire
Asian Man Records est fondé par Mike Park et était distribué par Mordam Records. Park commence à publier de la musique en in 1989 sous le nom de Dill Records, en parallèle au label Asian Man label qui était déjà établi en mai 1996.

## Sous-labels
En 2011, Park crée le sous-label Fun Fun Records, qui publie de la musique pour enfants. En 2015, les artistes du label Fun Fun comprenaient Mike Park, Dan Potthast, Play Date, Kepi Ghoulie, Happy Wags, et Koo Koo Kanga Roo.

## Groupes et artistes

### Actuels
- Akiakane
- The Apers
- Andrew Jackson Jihad
- Bagheera
- Buck-O-Nine
- Classics Of Love
- Coquettish
- Dan Andriano in the Emergency Room
- Duvall
- Grant Olney
- Guerilla Poubelle
- The Hot Toddies
- Jaake Margo
- Joyce Manor
- Kepi Ghoulie
- Kevin Seconds
- Lektron[6]
- Let's Go Bowling
- Matt Skiba
- Mike Park
- Monkey
- Nicotine
- O Pioneers!!!
- The Queers
- Short Round
- Smoking Popes
- Spraynard
- Unsteady
- Sundowner
- The Wild
- Yoko Utsumi

### Anciens
- Ahiro
- Alkaline Trio[7]
- Angelo Moore
- Astropop 3
- Ben Weasel
- Big D and the Kids Table
- Blue Meanies
- Bomb the Music Industry!
- The Broadways
- The Bruce Lee Band
- The Chinkees
- Chris Murray
- Colossal
- Dan Potthast
- Ee
- Five Iron Frenzy
- Good for Cows
- The Honor System
- Johnny Socko
- King Apparatus
- Knowledge
- Korea Girl
- The Lawrence Arms
- Lemuria
- Less Than Jake (ré-enregistrement seulement)
- Link 80
- Little Jeans
- Just a Fire
- Mealticket
- The Methadones
- MU330
- Noise By Numbers
- No Torso
- Pama International
- The Peacocks
- The Plus Ones
- Polysics
- Potshot
- Pushover
- The Riptides
- Riverdales
- The Rudiments
- Satori
- Screeching Weasel (ré-enregistrement seulement)
- Shinobu
- Skankin' Pickle
- Slapstick[7]
- Slow Gherkin
- Softball
- Squirtgun
- Teen Idols
- Ten in the Swear Jar
- The Toasters
- Toys That Kill
- Tuesday
- WARDOGS